# Folarin Balogun
Folarin Jerry Balogun (sinh ngày 3 tháng 7 năm 2001) là một cầu thủ bóng đá chuyên nghiệp người Mỹ chơi ở vị trí tiền đạo cho câu lạc bộ Monaco tại Ligue 1 và đội tuyển bóng đá quốc gia Hoa Kỳ .
Sinh ra ở Thành phố New York, anh ấy đại diện cho cả Hoa Kỳ và Anh ở cấp độ trẻ quốc tế. Vào tháng 5 năm 2023, anh ấy đã một lần chuyển sang chơi cho đội tuyển quốc gia chuyên nghiệp cho Hoa Kỳ.

## Thống kê sự nghiệp

### Câu lạc bộ
Tính đến ngày 19 tháng 5 năm 2024
| Club                 | Season       | League         | League | League | National cup | National cup | League cup | League cup | Continental | Continental | Other | Other | Total | Total |
| Club                 | Season       | Division       | Apps   | Goals  | Apps         | Goals        | Apps       | Goals      | Apps        | Goals       | Apps  | Goals | Apps  | Goals |
| -------------------- | ------------ | -------------- | ------ | ------ | ------------ | ------------ | ---------- | ---------- | ----------- | ----------- | ----- | ----- | ----- | ----- |
| Arsenal U21          | 2018–19      | —              | —      | —      | —            | —            | —          | —          | —           | —           | 1     | 0     | 1     | 0     |
| Arsenal U21          | 2019–20      | —              | —      | —      | —            | —            | —          | —          | —           | —           | 1     | 0     | 1     | 0     |
| Arsenal U21          | 2020–21      | —              | —      | —      | —            | —            | —          | —          | —           | —           | 2     | 1     | 2     | 1     |
| Arsenal U21          | 2021–22      | —              | —      | —      | —            | —            | —          | —          | —           | —           | 2     | 2     | 2     | 2     |
| Arsenal U21          | Total        | Total          | —      | —      | —            | —            | —          | —          | —           | —           | 6     | 3     | 6     | 3     |
| Arsenal              | 2020–21      | Premier League | 0      | 0      | 0            | 0            | 1          | 0          | 5           | 2           | 0     | 0     | 6     | 2     |
| Arsenal              | 2021–22      | Premier League | 2      | 0      | 0            | 0            | 2          | 0          | —           | —           | —     | —     | 4     | 0     |
| Arsenal              | 2022–23      | Premier League | 0      | 0      | 0            | 0            | 0          | 0          | 0           | 0           | —     | —     | 0     | 0     |
| Arsenal              | Total        | Total          | 2      | 0      | 0            | 0            | 3          | 0          | 5           | 2           | —     | —     | 10    | 2     |
| Middlesbrough (loan) | 2021–22      | Championship   | 18     | 3      | 2            | 0            | —          | —          | —           | —           | —     | —     | 20    | 3     |
| Reims (loan)         | 2022–23      | Ligue 1        | 37     | 21     | 2            | 1            | —          | —          | —           | —           | —     | —     | 39    | 22    |
| Monaco               | 2023–24      | Ligue 1        | 29     | 7      | 3            | 1            | —          | —          | —           | —           | —     | —     | 32    | 8     |
| Career total         | Career total | Career total   | 86     | 31     | 7            | 2            | 3          | 0          | 5           | 2           | 6     | 3     | 107   | 38    |

1. ↑  Includes FA Cup and Coupe de France
2. ↑  Includes EFL Cup
3. 1 2 3 4  Appearance(s) in EFL Trophy
4. ↑  Appearances in UEFA Europa League

### Quốc tế
Tính đến ngày 1 tháng 7 năm 2024
| Đội tuyển quốc gia | Năm       | Trận | Bàn |
| ------------------ | --------- | ---- | --- |
| Hoa Kỳ             | 2023      | 8    | 3   |
| Hoa Kỳ             | 2024      | 7    | 2   |
| Tổng cộng          | Tổng cộng | 15   | 5   |

Bàn thắng và kết quả của Hoa Kỳ được để trước.
| # | Ngày                 | Địa điểm                                             | Số trận | Đối thủ | Bàn thắng | Kết quả | Giải đấu                        |
| - | -------------------- | ---------------------------------------------------- | ------- | ------- | --------- | ------- | ------------------------------- |
| 1 | 18 tháng 6 năm 2023  | Sân vận động Allegiant, Paradise, Nevada, Hoa Kỳ     | 2       | Canada  | 2–0       | 2–0     | CONCACAF Nations League 2022–23 |
| 2 | 12 tháng 9 năm 2023  | Allianz Field, Saint Paul, Minnesota, Hoa Kỳ         | 4       | Oman    | 1–0       | 4–0     | Giao hữu                        |
| 3 | 17 tháng 10 năm 2023 | Geodis Park, Nashville, Tennessee, Hoa Kỳ            | 6       | Ghana   | 3–0       | 4–0     | Giao hữu                        |
| 4 | 23 tháng 6 năm 2024  | Sân vận động AT&T, Arlington, Texas, Hoa Kỳ          | 13      | Bolivia | 2–0       | 2–0     | Copa América 2024               |
| 5 | 27 tháng 6 năm 2024  | Sân vận động Mercedes-Benz, Atlanta, Georgia, Hoa Kỳ | 14      | Panamá  | 1–0       | 1–2     | Copa América 2024               |